# Торелль, Тамерлан
Тамерлан Торелль (швед. Tord Tamerlan Teodor Thorell, 3 мая 1830, Гётеборг — 22 декабря 1901, Хельсингборг) — шведский зоолог, крупный арахнолог. 

## Биография
В 1848—1855 обучался в Уппсальском университете, получив степень доктора философии. В 1859 году Тамерлан Торелль получает должность адъюнкт-профессора, а с 1864 по 1877 занимает должность профессора зоологии. Прожив несколько лет в Италии, вернулся в Швецию.
В Италии, работая в музее естественной истории Генуи (Museo Civico di Storia Naturale de Genoa), сотрудничал с основателем этого музея — известным натуралистом Джакомо Дориа (итал. Giacomo Doria). Его высокая репутация и знание языков (он был полиглотом) позволили Тореллю общаться и обмениваться материалами с крупнейшими арахнологами того времени: англичанином Октавиусом Пикард-Кембриджем (англ. Octavius Pickard-Cambridge) и французом Эженом Симоном (фр. Eugène Simon).

## Труды
- On European Spiders (1869)
- Synonym of European Spiders (1870-73).

## Таксоны, названные в честь Торелля
В честь Тамерлана Торелля было названо два рода (Thorellina, Thorelliola) и множество видов пауков:
| Название                                     | Семейство        | Распространение           |
| -------------------------------------------- | ---------------- | ------------------------- |
| Araneus thorelli (Roewer, 1942)              | Araneidae        | Мьянма                    |
| Gasteracantha thorelli Keyserling, 1864      | Araneidae        | Мадагаскар                |
| Leviellus thorelli (Ausserer, 1871)          | Araneidae        | Европа                    |
| Mandjelia thorelli (Raven, 1990)             | Barychelidae     | Квинсленд (Австралия)     |
| Clubiona thorelli Roewer, 1951               | Clubionidae      | Суматра                   |
| Malamatidia thorelli Deeleman-Reinhold, 2001 | Clubionidae      | Сулавеси                  |
| Corinnomma thorelli Simon, 1905              | Corinnidae       | Ява                       |
| Ctenus thorelli F. O. P.-Cambridge, 1897     | Ctenidae         | Шри-Ланка                 |
| Zelotes thorelli Simon, 1914                 | Gnaphosidae      | Южная Европа              |
| Hypochilus thorelli Marx, 1888               | Hypochilidae     | США                       |
| Idiops thorelli O. P.-Cambridge, 1870        | Idiopidae        | Южная Африка              |
| Trichopterna thorelli (Westring, 1861)       | Linyphiidae      | Палеарктика               |
| Lycosa thorelli (Keyserling, 1877)           | Lycosidae        | от Колумбии до Аргентины  |
| Lycosula thorelli (Berland, 1929)            | Lycosidae        | Самоа, Маркизские острова |
| Pardosa thorelli (Collett, 1876)             | Lycosidae        | Норвегия                  |
| Mecicobothrium thorelli Holmberg, 1882       | Mecicobothriidae | Аргентина, Уругвай        |
| Miturga thorelli Simon, 1909                 | Miturgidae       | Западная Австралия        |
| Spermophora thorelli Roewer, 1942            | Pholcidae        | Мьянма                    |
| Cispius thorelli Blandin, 1978               | Pisauridae       | ДР Конго                  |
| Bavia thorelli Simon, 1901                   | Salticidae       | Сулавеси                  |
| Pancorius thorelli (Simon, 1899)             | Salticidae       | Суматра                   |
| Talavera thorelli (Kulczyn’ski, 1891)        | Salticidae       | Палеарктика               |
| Pseudopoda thorelli Jaeger, 2001             | Sparassidae      | Мьянма                    |
| Afroblemma thorelli (Brignoli, 1974)         | Tetrablemmidae   | Ангола, Танзания          |
| Mesida thorelli (Blackwall, 1877)            | Tetragnathidae   | Сейшельские острова       |
| Chilobrachys thorelli Pocock, 1900           | Theraphosidae    | Индия                     |
| Cyriopagopus thorelli (Simon, 1901)          | Theraphosidae    | Малайзия                  |
| Helvibis thorelli Keyserling, 1884           | Theridiidae      | Перу, Бразилия            |
| Theridion thorelli L. Koch, 1865             | Theridiidae      | Новый Южный Уэльс         |
| Tmarus thorelli Comellini, 1955              | Thomisidae       | ДР Конго                  |